# Щербина Сергій Володимирович
Сергій Щербина (нар. 21 січня 1988, Київ, УРСР) — український журналіст, головний редактор видання РБК-Україна.

## Життєпис
Народився 1988 року в Києві, де закінчив середню школу № 149.
2004—2010 — навчався на інженерно-фізичному факультеті НТУУ «КПІ». Отримав спеціальність магістра — «Спеціальна металургія».
2008—2013 — працював у виданні «Українська правда» у відділі новин, згодом став спеціальним кореспондентом, працював над журналістськими розслідуваннями.
З серпня 2011 по квітень 2012 співпрацював з виданням AutoTravel, був ведучим програми «Про політику» на Еспресо TV.
Влітку 2013 року став засновником і директором інтернет-проекту Insider, над яким працював до 2017 року.
Протягом 2016 року працював в інтернет-виданні Realist. 14 червня 2017 року призначений на посаду головного редактора інформаційного агентства РБК-Україна.

## Експерт
Сергій є частим гостем політичного ток-шоу «Право на владу» на телеканалі 1+1.